# Hinderclay
Hinderclay är en by och en civil parish i Mid Suffolk i Suffolk i England. Orten har 335 invånare (2001).